# طريق نيروبي الجنوبي السريع
طريق نيروبي الجنوبي السريع هو طريق في كينيا، يُشكل نصف دائرة عبر الأحياء الجنوبية الغربية للعاصمة نيروبي. يسمح الطريق لحركة المرور القادمة من مومباسا، المتجهة إلى غرب كينيا وأوغندا، بتجاوز مركز مدينة نيروبي، مما يُخفف الازدحام المروري في المنطقة التجارية المركزية بالمدينة.

## الموقع
يبدأ الطريق عند تقاطع طريق نيروبي-مومباسا وطريق ليكوني، على بعد حوالي 10 كيلومتر (6 ميل) جنوب شرق مركز المدينة. ثم يلتف الطريق عبر الضواحي الجنوبية الغربية لنيروبي، بما في ذلك المناطق الشمالية من منتزه نيروبي الوطني، وحدائق أوهورو، ولانغاتا، وداجوريتي. في داجوريتي، يدخل الطريق مقاطعة كيامبو ثم ينعطف شمالًا، ليمر عبر موغوغا وينتهي في بلدة كيكويو، في ضاحية تُعرف باسم جيتارو. في هذا الموقع، يتصل الطريق بطريق نيروبي-مالابا (A104). كما يبلغ الطول الإجمالي لطريق نيروبي الجنوبي السريع حوالي 29.6 كيلومتر (18 ميل).

## ملخص
يهدف هذا الطريق إلى تخفيف الازدحام المروري في منطقة الأعمال المركزية في العاصمة، من خلال تحويل حركة المرور الطويلة المسافة من وإلى مدينة الميناء إلى مومباسا، المتجهة إلى غرب كينيا ودول غير ساحلية مثل أوغندا ورواندا وبوروندي وجنوب السودان والأجزاء الشرقية من جمهورية الكونغو الديمقراطية. وفي جهد مماثل، تم بناء طرق سريعة أخرى على الجانبين الشمالي والشرقي من نيروبي، بهدف التخفيف من الازدحام المروري في وسط المدينة.

## البناء
اختارت هيئة الطرق السريعة الوطنية الكينية (KeNHA) شركة الطرق والجسور الصينية لإنشاء طريق سريع مزدوج المسار بأربعة حارات، بتكلفة 180 مليون دولار أمريكي (18 مليار شلن كيني). وقد مولت حكومة كينيا البناء بالتعاون مع بنك التصدير والاستيراد الصيني، كما هو موضح في الجدول أدناه. وقد تم تكليف الطريق المكتمل من قبل رئيس كينيا، أوهورو كينياتا وضيفه، رئيس تنزانيا، جون ماجوفولي، في 2 نوفمبر 2016.
| الترتيب | الشريك الممول                 | المساهمة بالدولار الأمريكي | النسبة المئوية | ملاحظات |
| ------- | ----------------------------- | -------------------------- | -------------- | ------- |
| 1       | بنك التصدير والاستيراد الصيني | 153 مليون                  | 85.0           | يقرض    |
| 2       | حكومة كينيا                   | 27 مليون                   | 15.0           | استثمار |
|         | المجموع                       | 180.0 مليون                | 100.0          |         |